# Pancratium parvicoronatum
Pancratium parvicoronatum är en amaryllisväxtart som beskrevs av Daniel Geerinck. Pancratium parvicoronatum ingår i släktet Pancratium och familjen amaryllisväxter. Inga underarter finns listade i Catalogue of Life.